# Hai due mucche

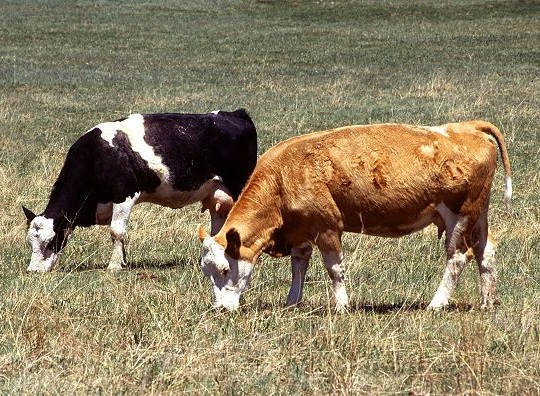
Due mucche al pascolo

"Hai due mucche" è la frase di apertura di una serie di definizioni di satira politica, utilizzate per dimostrare vantaggi e svantaggi di un dato sistema economico.

## Storia
Le storielle su "Hai due mucche" nacquero come parodia dei tipici esempi utilizzati nei corsi introduttivi di economia. La storia prende il via con un contadino all'interno di una ipotetica società che non conosce l'uso del denaro e che utilizza il bestiame per commerciare con i suoi vicini. Un esempio tipico di questa società del baratto è: "Hai due mucche e vuoi dei polli; cerchi un altro contadino che abbia dei polli e voglia delle mucche". Questi esempi avevano lo scopo di mostrare i limiti del baratto, che, secondo una teoria storico-economica, avrebbero poi portato all'introduzione della moneta.
La parodia delle "due mucche" colloca il contadino proprietario delle mucche in un vero e proprio sistema economico nel quale le mucche vengono utilizzate come metafora di tutte le valute, del capitale e delle proprietà. Scopo di questa parodia è evidenziare i difetti e le assurdità dei vari sistemi economici, anche se si è poi estesa ad ambiti non politici.
Già nel 1944 uno studioso statunitense s'interessò a questo genere di storie. Un articolo del The Modern Language Journal discusse le definizioni "classiche":
- Socialismo: "Hai due mucche. Il governo ne prende una e la dà al tuo vicino"
- Comunismo: "Hai due mucche. Le dai entrambe al governo e il governo in seguito ti dà un po' di latte"
- Fascismo: "Hai due mucche. Le dai entrambe al governo e il governo in seguito ti vende un po' di latte"
- Capitalismo: "Hai due mucche. Ne vendi una e ti compri un toro"
- Nazismo: "Hai due mucche. Il governo le prende entrambe e ti spara"
- New Deal: "Hai due mucche. Il governo le prende entrambe, ne uccide una, munge l'altra e versa il latte nel gabinetto"

Bill Sherk, giornalista e scrittore canadese, affermò che questi elenchi circolavano in tutto il Canada a partire dal 1936 sotto il titolo di  Parabola degli Ismi

## Usi notevoli
Barzellette di questo genere hanno costituito la base di un monologo del comico Pat Paulsen nella The Smothers Brothers Comedy Hour alla fine degli anni sessanta. Questo materiale è stato in seguito utilizzato come elemento della sua campagna satirica per le Elezioni presidenziali del 1968 ed è stato incluso nell'album del 1968 Pat Paulsen for President. 
Richard M. Steers e Luciara Nardon, nel loro libro sull'economia globale, usano la metafora delle "due mucche" per illustrare il concetto di differenze culturali. I due saggisti scrivono che metafore di questo tipo sono considerate divertenti in quanto realistiche caricature delle culture e che la loro diffusione si deve a significative differenze culturali. Steers e Nardon ritengono inoltre che parodie di questo genere esprimono degli stereotipi e devono pertanto essere viste con la dovuta attenzione.